# Капицоне
Капицоне (итал. Capizzone) је насеље у Италији у округу Бергамо, региону Ломбардија.
Према процени из 2011. у насељу је живело 331 становника. Насеље се налази на надморској висини од 390 м.

## Становништво
| 1936. | 1951. | 1961. | 1971. | 1981. | 1991. | 2001. | 2011. |
| ----- | ----- | ----- | ----- | ----- | ----- | ----- | ----- |
| 870   | 1.074 | 1.008 | 994   | 1.014 | 1.080 | 1.194 | 1.301 |